# Рильський повіт

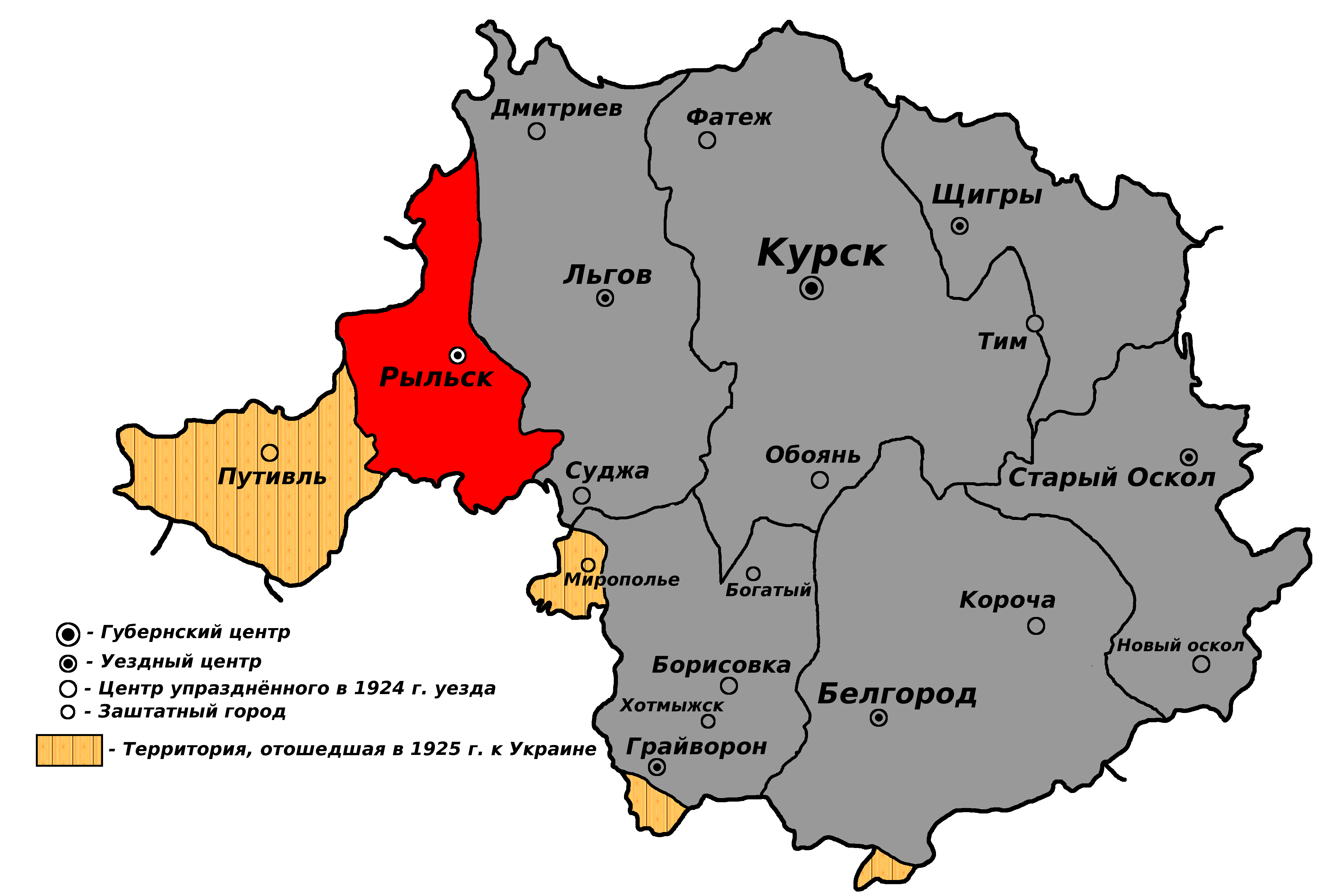
Карта Рильського повіту у складі Курської губернії РРФСР (з 1924 до 1928 рр.)

Рильський повіт (рос. Рыльский уезд) — адміністративно-територіальна одиниця Російського царства, Російської імперії та РРФСР. Повіт входив до складу: Бєлгородської губернії (1727-1779), Курського намісництва (1779-1796) і Курської губернії (1796-1928). Повітовим центром було місто Рильськ.

## Історія
Як адміністративно-територіальна одиниця Рильський повіт відомий з XVI ст. Повіт був наступником Рильського князівства, ліквідованого Василієм III 1523 року. Центром повіту було місто Рильськ (відоме з 1152 року). У XVI-XVII століттях Рильський повіт був самостійною адміністративно-територіальною одиницею, керованою намісником або воєводою.
В ході обласної реформи Петра I в 1708 році повіт був скасований, а місто Рильськ увійшло до складу Київської губернії.
У 1719 році губернії були поділені на провінції. Було утворено Рильський дистрикт Севської провінції Київської губернії.
У 1727 році зі складу Київської губернії було виділено Бєлгородську губернію, що складалася з Бєлгородської, Орловської та Севської провінцій. Дистрикти були перейменовані на повіти. Рильський повіт увійшов до складу Севської провінції Бєлгородської губернії.
У 1779 році Бєлгородська губернія була поділена на Курське та Орловське намісництва. Рильський повіт, територію якого було зменшено, увійшов до складу Курського намісництва.
У 1797 році Курське намісництво було замінено на Курську губернію. Повіти були укрупнені. До Рильського повіту було приєднано територію скасованого Льговського повіту.
У 1802 повіти було подрібнено. Відновлено Льговський повіт, крім того, частина території Рильського повіту відійшла до відтвореного Дмитрівського повіту. Разом з тим, до Рильського повіту було приєднано частини Суджанського і Путивльського повітів, тому, загальна площа (у порівнянні з 1797 роком) змінилася незначно.
З 1802 по 1918 межі Рильського повіту існували без значних змін.
Протягом 21 року рильським повітовим ватажком дворянства був Васьянов Іван Васильович (1819-1894), він голова рильської земської управи — товариш М. Н. Каткова за університетом, автор публіцистичних статей у «Російському віснику».
Під час громадянської війни в 1918-1919 місто Рильськ і територія Рильського повіту неодноразово переходили від однієї з ворожих сторін до іншої. З серпня по листопад 1918 року Рильськ було окуповано німецькими військами. У серпні 1919 року повіт був захоплений Добровольчою армією Денікіна, а листопаді 1919 року перейшов до рук Червоної Армії.
У період між 1918 і 1924 роками багаторазово переглядався склад і назви волостей і сільрад, що входили в повіт.
Рішенням Президії ВЦВК від 12 травня 1924 року до складу Рильського повіту увійшла територія Путивльського повіту, а також частина Дмитрівського повіту.
16 жовтня 1925 року згідно з обміном територій між РРФСР та УРСР територія колишнього Путивльського повіту (без Крупецької волості) була відокремлена від Рильського та відійшла до УРСР.
У 1928 році, у зв'язку з переходом з губернського на обласний, окружний і районний поділ, Рильський повіт було скасовано. На території колишніх Рильського та Льговського повітів було утворено Льговську округу, що увійшла до складу Центрально-Чорноземної області. Округу було поділено на 11 районів і створено Рильський район.

## Географія

### Склад (волості)
За даними на 1897 рік Рильський повіт поділявся на 16 волостей і займав площу 259792 десятини, включаючи землі, що розташовані під річками та озерами. Найбільшою за розміром була Благодатенська волость, а найменшою — Студенокська. У Рильський повіт входили великі села: Глушково, Званне, Кобилки, Тьоткіне, Коренево. 
| № п/п | Волость         | Волостний центр | Число поселень | Населення |
| ----- | --------------- | --------------- | -------------- | --------- |
| 1     | Амоньська       | с. Амонь        | 21             | 8890      |
| 2     | Благодатненська | с. Благодатне   | 13             | 9843      |
| 3     | Бобровська      | с. Боброво      | 18             | 7295      |
| 4     | Волобуєвська    | с. Волобуєво    | 16             | 6553      |
| 5     | Глушковська     | с. Глушково     | 2              | 9747      |
| 6     | Кобильська      | с. Кобилки      | 4              | 7971      |
| 7     | Коровяківська   | с. Коровяківка  | 9              | 11452     |
| 8     | Костровська     | с. Кострова     | 34             | 7557      |
| 9     | Кульбакинська   | с. Кульбаки     | 8              | 8717      |
| 10    | Марковська      | с. Марково      | 10             | 6027      |
| 11    | Низовцевська    | с. Низовцеве    | 25             | 6283      |
| 12    | Петровська      | с. Петровське   | 19             | 7226      |
| 13    | Снагостьская    | с. Снагость     | 7              | 10652     |
| 14    | Студенокська    | с. Студенок     | 9              | 5506      |
| 15    | Толпінська      | с. Толпіно      | 9              | 6890      |
| 16    | Тьоткінська     | с. Тьоткіно     | 3              | 6188      |

Волості Рильського повіту станом на 1922: 
- Амонська
- Благоденська
- Бобровська
- Бегошанська
- Волобуївська
- Глушковська
- Кобильська.
- Коренівська
- Коров'яківська
- Костровський
- Кульбакінська
- Марківська
- Надійська
- Низовцевська
- Петрівська
- Снагостьська
- Студенівська
- Сухінівська
- Тьоткінська

## Населення
Згідно з переписом населення Російської імперії 1897 року в Рильському повіті проживало 164 368 особи. З них рідною мовою 68,5% назвали російську, 31,0% українську, 0,2% їдиш, 0,2% білоруську, 0,1% польську та 0,1% німецьку.